# La valle del terrore
La valle del terrore (The Star Packer) è un film del 1934 diretto da Robert N. Bradbury.
È un film western statunitense con John Wayne, Verna Hillie e George 'Gabby' Hayes.

## Produzione
Il film, diretto, ideato e sceneggiato da Robert N. Bradbury, fu prodotto da Paul Malvern per la Lone Star Productions e la Monogram Pictures e girato a Santa Clarita, a Kernville, a Newhall, a Los Angeles, e nei General Service Studios a Hollywood, in California. Tra gli stuntmen sono accreditati Ed Parker e Yakima Canutt. Abe Meyer figura come direttore musicale.

## Distribuzione
Il film fu distribuito con il titolo The Star Packer negli Stati Uniti dal 30 luglio 1934 al cinema dalla Monogram Pictures. Il film è conosciuto, in DVD, anche con il titolo The Shadow Gang.
Alcune delle uscite internazionali sono state:
- nel Regno Unito il 24 giugno 1935 (He Wore a Star)
- in Spagna il 13 agosto 1937 (El cazador de forajidos e, in DVD, El que lleva la estrella)
- in Germania nel 2009 (Der Schatten, in DVD)
- in Brasile (O Caçador de Xerifes)
- in Francia (Terreur dans la ville)
- in Italia (La valle del terrore)

## Promozione
Le tagline sono:
- "He Dared Death In The Outlaw's Lair!".
- "He fought for justice--and battled for love! He fought for JUSTICE!-- Battled for LOVE!".